# Petrică Moțoi
Petrică Moțoi (n. 2 februarie 1897, București — d. 8 octombrie 1946, București) a fost un compozitor, dirijor și violonist virtuoz român, de etnie romă. Acesta a făcut parte din galeria lăutarilor din prima jumătate a secolului al XX-lea, putând fi așezat cu ușurință între violoniștii și șefii de orchestră valoroși, a căror moștenire artistică a intrat în anonimatul specific virtuozilor de muzică populară și lăutărească. Deși rar menționat pe discuri, arcușul său rămâne o patină inconfundabilă ce a influențat școala bucureșteană de vioară de la începutul anilor `30 și până astăzi.

## Biografie
S-a născut la data de 2 februarie 1897, în București, într-o familie de lăutari ce locuia pe Strada Sfinții Voievozi (vestitul cartier de muzicanți). Din 1904 începe să învețe vioara de la tatăl său, dar și de la fratele său mai mare, Gheorghe Moțoi.

### Studii și debutul artistic
În 1905 are prima ieșire în public, în taraful fratelui său, unde cântă ca solist vocal și vioară a doua. Din 1906, odată cu plecarea fratelui său în armată, acesta preia conducerea grupului și începe cucerirea muzicală a capitalei.

Celebrul disc al lui N. Leonard, unde acompaniază orchestra lui Moțoi

În 1907 se înscrie la Conservator și este primit în clasa profesorului Robert Klenck. Aici îi care ca profesori pe Dumitru Georgescu-Kiriac (teorie-solfegiu) și Dimitrie Dinicu (muzică de cameră). În paralel se angajează la restaurantul „Pisica Neagră” de lângă Ateneu pentru a-și putea continua studiile. 
În 1912 este angajat de către flautistul și impresarul Georgescu în cadrul orchestrei Teatrului „Amicitia”.
În 1914, cu ajutorul și susținerea dirijorului rus Boris Kopgreger, ajunge concert-maestru al orchestrei „Companiei Lirice Române”, condusă de Constantin Grigoriu, unde cânta reputatul tenor Nicolae Leonard.
În perioada 1916-1918 cântă pe front, pentru soldații români, fiind adus în linia a treia de către dr. Alexandrescu-Dresca din Botoșani. Din 1918, în cadrul Conservatorului, trece la clasă de vioară a profesorului și compozitorului George Enacovici.

### Activitatea artistică
În 1920 primește oferta de a forma o orchestră de 8 instrumentiști la „Terasa Oteteleșanu”. 
În 1922 înregistrează ultima parte a operetei „Contesa Maritza” (duetul „Zi-i țigane!” alături de Nicolae Leonard) care vinde în numai doi ani peste 2000 de exemplare.
Din 1930 conduce una dintre cele mai bune orchestre din Capitală, fiind invitat să concerteze cu regularitate la Radio București. Din orchestra sa făceau parte instrumentiști precum violonistul Ionel Budișteanu, pianistul Grigore Dinicu (fiul violonistului Grigoraș Dinicu) și țambalistul Mitică Ciuciu, dar și soliștii vocali Alexandru Grozuță, Ion Luican, Liana Mihăilescu, Lili Stănculescu, Eugenia Frunză și alții.
În 1935, când avea angajamente la restaurantul „Poiana Carpaților”, postul național de Radio transmitea în direct „concertul nocturn” din cadrul acestui stabiliment, odată pe săptămână. În această perioadă începe să cânte piese scrise de Ion Vasilescu sau Elly Roman, dar și de Ciprian Porumbescu sau Tiberiu Brediceanu.
În anul 1937, alături de interpretul de muzică ușoară Titi Botez, apare în producția cinematografică Doamna de la etajul II, unde lansează două șlagăre scrise de compozitorul Max Halm, „Doua inimioare și patru pereți” și „Te iubesc”.

Afișul concertului din 4 februarie 1945

În 1940 are prima încercare de a forma un ansamblu folcloric mai mare de 60 instrumentiști (o bună parte din acești instrumentiști fiind rromi, au fost scăpați de deportarea în Transnistria prin acte false, care îi prezentau drept etnici români). Alcătuiește un ansamblu de 70 de instrumentiști rromi și români pe lângă Marele Stat major și, împreună cu o altă formație condusă de Victor Predescu, susține o suită de concerte de mare răsunet.
În data de 4 februarie 1945 orchestra „Doina Românească”, ce număra 72 de membri, are primul său concert la Sala Dalles. În zilele de 25 martie și 25 mai 1945 orchestra lăutarilor bucureșteni condusă de Moțoi devine realitate, triumfând din nou în aceeași sală Dalles. Din „Doina Românească” a lui Petrică Moțoi a luat ființă Orchestra „Barbu Lăutaru”, preluată de Sindicatul Artiștilor Instrumentiști.

### Repertoriul muzical
Din repertoriul său făceau parte șlagărele de muzică ușoară ale marilor creatori ai acestui gen, precum: Ion Vasilescu, Elly Roman, Gherase Dendrino, Mihail Daia, Nello Manzatti, Petre Andreescu, Ionel Fernic, Anghel Midescu, Richard Stein, Alexandru Leon, Theodor Sibiceanu, George Corologos, Ion Postupa, Walter Vogel, Iosif Paschill, Martin Vereșan sau Bosinceanu. Tot din repertoriul său făceau parte romanțele din secolul al XIX-lea de George Cavadia, Iancu Filip, Dimitrie Florescu sau piesele clasice precum Serenada de Toselli, Ideale de Tosti, Serenada de Drdla, Balada de Ciprian Porumbescu etc.
Din repertoriul popular (prezentat în aproape toate transmisiile sale radiofonice) făceau parte Romanțe și arii naționale sau Jocuri din toate ținuturile României Mari. Repertoriul său nu a cunoscut granițe între horele și sârbele din Oltenia și Muntenia, între învârtitele din Ardeal și jocurile cu strigături din Banat: „Tărășelul”, „Ca la Breaza și Doina de la Sibiu”, „De doi ca-n Banat”, „Învărtita din Făgăraș”, „Țarina ca la Abrud”, „Sârba din Moldova”, „Hora boierească”, „Hora și sârba muntenească” etc. Din repertoriul său mai făceau parte creațiile altor lăutari, precum „Sârba lui Pompieru” (Costică Pompieru), „Sârba lui Bârlan” (Ion D. Bârlan), „Hora lui Dobrică” (Ioan Constantin Dobrică) sau romanța „Țiganul” (Stelian Mâță) s.a., dar și propriile lucrări în stil țărănesc: „Hora lui Moțoi”, „Sârba lui Moțoi”, „De la Brașov la Sibiu” (potpuriu ardelenesc), „Doine și jocuri din Ardeal” (potpuriu) etc.

## Decesul
Moare la data de 8 octombrie 1946, bolnav de TBC, fiind internat în Sanatoriul „Filaret” din București. A fost condus pe ultimul de către propria orchestră, devenită „Barbu Lăutaru” și dirijată de Nicu Stănescu.